# Травальини, Марио
Ма́рио Травальини (порт.-браз. Mário Travaglini; 30 апреля 1932, Сан-Паулу — 20 февраля 2014, Сан-Паулу) — бразильский футболист, защитник. После завершения игровой карьеры долгое время трудился тренером.

## Карьера
Марио Травальини вырос в районе Бон-Ретиру. Там его, шестнадцатилетнего, заметил Франсиско Минелли, отец Рубенса Минелли, пригласивший юношу в клуб «Ипиранга», где он трудился скаутом. Там Травальини выступал за молодёжный состав команды, пока 12 сентября 1953 года не вышел на поле за основу клуба в матче с «Коринтиансом» (1:1). В 1955 году Марио перешёл в «Палмейрас», где дебютировал 27 апреля в матче турнира Рио-Сан-Паулу с «Португезой» (2:5). В клубе защитник провёл менее года. За «Палмейрас» он сыграл только 28 матчей. Последней игрой для Травальини в составе команды стал матч с «Эстрелой да Вела Вистой» (5:0), прошедший 26 февраля 1956 года. Затем футболист выступал за «Насьонал», «Португезу» и клуб «Понте-Прета».
После завершения игровой карьеры Травальини работал в имущественном отделе железной дороги Сантус-Жундиаи, куда смог устроиться благодаря полученной степени экономиста. В 1963 году Марио возвратился в футбол, став тренером молодёжного состава «Палмейраса». В том же году он ненадолго самостоятельно возглавил команду. При этом клуб в тот период под его руководством не провёл ни одной встречи. Чуть позже Травальини стал администратором «Палмейраса». В 1964 году он во второй раз временно был назначен главным тренером. 16 сентября клуб с ним во главе провёл первый матч, в котором обыграл «Комерсиал» со счётом 2:0. В 1965 году Травальини сменил Фильпо Нуньеса на посту главного тренера команды. Тогда же Марио привёл «Палмейрас» к выигрышу чемпионата штата, а через год к завоеванию Чаши Бразилии. В 1968 году Травальини в очередной раз возглавил «Палмейрас», после чего возвратился к административной работе. В 1971 году Марио ещё один раз стал главным тренером клуба.
В январе 1972 года Травальини возглавил «Флуминенсе», но быстро покинул команду присоединившись к клубу «Васко да Гама». В 1974 году он привёл команду к выигрышу первого в её истории титула чемпиона Бразилии. В 1976 году он во второй раз стал главным тренером «Флуминенсе» и привёл клубу к выигрышу чемпионата штата Рио-де-Жанейро. За футбол, основанный на автоматизме действий, ту команду прозвали «Машина Триколор». В середине года Травальини покинул клуб. Всего за два прихода Марио в стан «Флуминенсе» команда под его руководством провела 77 матчей, выиграв 41 встречу, 21 сведя вничью и 15 проиграв. В 1978 году Травальини стал техническим координатором в сборной Бразилии, участвующей в чемпионате мира. На турнире сборная завоевала бронзовые медали. В 1979 году Травальини возглавил сборную Бразилии в возрасте до 23 лет, приведя команду к победе на Панамериканских играх. Затем Марио работал с клубами «Операрио», «Ферровиария» и «Португеза Деспортос».
В 1981 году Марио стал главным тренером «Коринтианса». Он сразу изменил отношения между игроками и тренерским штабом, предложив футболистам большую свободу, чем было принято в то время: «Мы обсудили игру команды, и я постарался дать им возможность высказывать своё мнение, но не забыв и об авторитете. Настоящая власть демонстрируется не авторитаризмом, а уважением и диалогом». Эту форма взаимодействия между игроками и тренером позже назвали «Коринтианская демократия». С этой командой Травильини выиграл в 1982 году титул чемпиона штата. 9 февраля 1983 года клуб Травальини добился ещё одного достижения, победив со счётом 10:1 «Тирадентес». Эта победа стала самой крупной в истории высшего дивизиона чемпионата Бразилии. «Тимао» под его руководством провёл 121 матч, выиграв в 62 встречах, 39 сведя вничью и 20 проиграв. Он покинул «Коринтианс» в 1983 году, присоединившись к «Сан-Паулу». С этой командой Травальини занял второе место в чемпионате штата, уступив лишь своему бывшему клубу, «Коринтиансу».
В 1985 году Травальини в последний раз возглавил «Палмейрас» и проработал там два сезона. Всего за годы Марио в клубе, команда провела 178 матчей с 96 победами, 45 ничьими и 37 поражениями, по другим данным 97 победами. Затем он тренировал «Виторию», клуб «XV ноября», «Ботафого» из Рибейран-Прету и «Сан-Бенту», с которой в 1991 году завершил свою тренерскую карьеру. Последние годы жизни Травальини жил в Сан-Паулу, где возглавлял Государственный союз профессиональных тренеров. 6 января 2014 года Марио был госпитализирован в больницу Сан-Камилу. Причиной стали осложения, связанные с метастатическим новообразованием. 20 февраля он скончался. Причиной смерти были названы респираторные осложнения из-за указанной болезни. Травальини был похоронен на кладбище Араса.

## Достижения
- Чемпион штата Сан-Паулу: 1966, 1982
- Обладатель Чаши Бразилии: 1967
- Чемпион Бразилии: 1974
- Чемпион штата Рио-де-Жанейро: 1976
- Победитель Панамериканских игр: 1979

## Личная жизнь
Травальини никогда не был женат и не имел детей.